# ビニヤム・ギルマイ
ビニヤム・ギルマイ・ハイル（Biniam Girmay Hailu、2000年4月2日 - ）はエリトリア・アスマラ出身の自転車競技選手。

## 経歴

### 2018
- 従兄の自転車競技選手メロン・テショメの影響を受け、ワールドサイクリングセンターに加入[1]。

- 自転車ロードレースアフリカ選手権のジュニア部門にて、ロードレース、個人タイムトライアル、チームタイムトライアルで優勝。

### 2019
- 1月、エリトリア・ナショナルチームのメンバーとしてラ・トロピカル・アミサ・ボンゴに出場。第3ステージをスプリントで制しプロ初勝利。これは2000年代に生まれた選手として最も早いプロレースでの勝利となった[2]。

### 2020
- UCIプロ・チームのNIPPO・デルコ・ワンプロヴァンスに移籍。

### 2021
- 5月31日をもって所属チームを解雇。8月6日、アンテルマルシェ・ワンティ・ゴベール・マテリオとの契約を発表。
- UCIロード世界選手権のU23・個人ロードレースでフィリッポ・バロンチーニ（英語版）に次ぐ2位に入り、アフリカ出身黒人選手として史上初のメダルを獲得した[3]。

### 2022
- ヘント〜ウェヴェルヘムで逃げ切り勝利。アフリカ人選手として、このレース初の優勝者となった[4]。

- ジロ・デ・イタリアの第10ステージでマチュー・ファン・デル・プールをスプリントで降し、グランツール初出場・初勝利。これはアフリカ出身黒人選手として初のグランツールのステージ優勝となった[5]。しかし、表彰式でシャンパンのコルクが左目に直撃。左目前房の出血が判明し、大会からリタイアすることとなった[6]。

### 2024
- ツール・ド・フランスの第3ステージで終盤スプリントを制し同大会で自身ステージ初優勝、所属するアンテルマルシェ・ワンティにとっても同大会での初ステージ勝利となった[7]。第8、12ステージでもステージ優勝し、マイヨ・ヴェールを獲得。アフリカ出身黒人選手として初のツール・ド・フランスのステージ勝利と、特別ジャージの獲得を果たした[8]。

## 主な戦績

### 2018
- 自転車ロードレースアフリカ選手権 ジュニア部門
  -  ロードレース 優勝
  -  個人タイムトライアル 優勝
  -  チームタイムトライアル
- オーベル・ティミスター・スタヴロ 区間優勝（第1ステージ）

### 2019
- ラ・トロピカル・アミサ・ボンゴ 区間優勝（第3ステージ）
- ツール・ドゥ・ルワンダ 区間優勝（第5ステージ）

### 2020
- ラ・トロピカル・アミサ・ボンゴ  ポイント賞（第3、6ステージ優勝）

### 2021
- クラシック・グラン・ブサンソン・ドゥー 優勝
- 世界選手権自転車競技大会ロードレース 男子U23・個人ロードレース 2位

### 2022
- トロフェオ・アルカディア～ポルト・ダルカディア 優勝
- ヘント〜ウェヴェルヘム 優勝
- ジロ・デ・イタリア 区間優勝（第10ステージ）
- エリトリア選手権 優勝（個人タイムトライアル）

### 2023
- ボルタ・ア・ラ・コムニタ・バレンシアナ 区間優勝（第1ステージ）
- ツール・ド・スイス 区間優勝（第2ステージ）

### 2024
- サーフ・コースト・クラシック（英語版） 優勝
- シルキュイ・フランコ・ベルジュ 優勝
- ツール・ド・フランス

 ポイント賞
区間優勝（第3、8、12ステージ）